# Farmuti
Farmuti – czwarty miesiąc pory peret i ósmy miesiąc roku w kalendarzu egipskim. Jak każdy miesiąc w starożytnym Egipcie trwał 30 dni od 14 lutego do 15 marca. Po farmutim następował pachons.
| Abd · Z1 · Z1 · Z1 · Z1 | pr · r | t · ra |

| Abd · Z1 · Z1 · Z1 · Z1 | pr · r | t · ra |